# 方志敏大道站
方志敏大道站位于中华人民共和国江西省南昌市新建区经开区庐山中大道与志敏大道路口东北侧地块内，是南昌地铁1号线的地铁车站。

## 车站结构
方志敏大道站为地下二层岛式站台车站，车站总长256米，车站宽度19.7米，风亭数量2个，总建筑面积12768.21平方米，其中地上353.74平方米，地下12414.47平方米。

### 楼层
| 1层  | 地面               | 出入口                     |  |  |
| -1层 | 站厅               | 自动售票机、客服中心       |  |  |
| -2层 |                    | █ 1号线 往昌北机场（南齒） |  |  |
|      | 岛式站台，左侧开门 |                            |  |  |
|      |                    | █ 1号线 往麻丘（蛟橋）     |  |  |

### 出入口
| 编号      | 指示           | 照片 | 建议前往的目的地                 |
| --------- | -------------- | ---- | -------------------------------- |
| 3-1       | 庐山中大道东侧 |      |                                  |
| 3-2       | 庐山中大道西侧 |      | 南昌市公安局交通管理局车辆管理所 |
| 出口 · 4L | 庐山中大道东侧 |      | 方志敏大道、江西艺术职业学院     |
| 註： 設有 |                |      |                                  |

## 历史
本站在二期规划调整公示时称作志敏大道站，环评称作志敏大道东站，建设时及正式站名又改为方志敏大道站。
2023年10月26日，车站主体结构封顶。
2025年6月28日，车站随1号线东延段开通而启用。